# Roberta Vinci
Roberta Vinci (Tarento, 18 de Fevereiro de 1983) é uma ex-tenista profissional italiana que, em duplas, obteve o 1º lugar no ranking e conquistou os quatro Grand Slam, sendo o Australian Open por duas vezes. Sua parceria vitoriosa se deu ao lado da compatriota Sara Errani. Em simples, também foi sucedida, chegando à final do US Open de 2015, quando perdeu para Flavia Pennetta.
Aposentou-se aos 35 anos, durante o WTA de Roma, quando perdeu na 1ª fase para a sérvia Aleksandra Krunić.

## Títulos

### Grand Slam Finais

#### Duplas: 8 (5–3)
| Posição | Ano  | Campeonato          | Piso   | Parceira    | Oponentes                          | Placar        |
| ------- | ---- | ------------------- | ------ | ----------- | ---------------------------------- | ------------- |
| Vice    | 2012 | Aberto da Austrália | Duro   | Sara Errani | Svetlana Kuznetsova Vera Zvonareva | 5–7, 6–4, 6–3 |
| Campeã  | 2012 | Roland Garros       | Saibro | Sara Errani | Maria Kirilenko Nadia Petrova      | 4–6, 6–4, 6–2 |
| Campeã  | 2012 | US Open             | Duro   | Sara Errani | Andrea Hlaváčková Lucie Hradecká   | 6–4, 6–2      |
| Campeã  | 2013 | Aberto da Austrália | Duro   | Sara Errani | Ashleigh Barty Casey Dellacqua     | 6–2, 3–6, 6–2 |
| Vice    | 2013 | Roland Garros       | Saibro | Sara Errani | Ekaterina Makarova Elena Vesnina   | 5–7, 2–6      |
| Campeã  | 2014 | Aberto da Austrália | Duro   | Sara Errani | Ekaterina Makarova Elena Vesnina   | 6-4, 3-6, 7-5 |
| Vice    | 2014 | Roland Garros       | Saibro | Sara Errani | Hsieh Su-wei Peng Shuai            | 4–6, 1–6      |
| Campeã  | 2014 | Wimbledon           | Grama  | Sara Errani | Tímea Babos Kristina Mladenovic    | 6–1, 6–3      |

### Simples
| Antes de 2009           | A partir de 2009      |
| ----------------------- | --------------------- |
| Grand Slam torneios (0) |                       |
| Ouro Olimpico (0)       |                       |
| WTA Championships (0)   |                       |
| Tier I (0)              | Premier Mandatory (0) |
| Tier II (0)             | Premier 5 (0)         |
| Tier III (1)            | Premier (0)           |
| Tier IV (0)             | International (5)     |

| N. | Data                    | Torneio                        | Piso          | Oponente na final  | Placar               |
| 1. | 25 de fevereiro de 2007 | Bogotá, Colombia               | saibro        | Tathiana Garbin    | 6–7(5), 6–4, 0–3 ret |
| 2. | 19 de abril de 2009     | Barcelona, Espanha             | saibro        | Maria Kirilenko    | 6–0, 6–4             |
| 3. | 24 de outubro de 2010   | Luxemburgo                     | dura (indoor) | Julia Görges       | 6–3, 6–4             |
| 4. | 30 de abril de 2011     | Barcelona, Espanha             | saibro        | Lucie Hradecká     | 4-6, 6-2, 6-2        |
| 5. | 18 de junho de 2011     | S-hertogenbosch, Países Baixos | Grama         | Jelena Dokić       | 6(7)–7, 6–3, 7–5     |
| 6. | 10 de julho de 2011     | Budapeste, Hungria             | Saibro        | Irina-Camelia Begu | 6-4, 1-6, 6-4        |

### Duplas
| Antes de 2009           | A partir de 2009      |
| ----------------------- | --------------------- |
| Grand Slam torneios (0) |                       |
| Ouro Olimpico (0)       |                       |
| WTA Championships (0)   |                       |
| Tier I (0)              | Premier Mandatory (0) |
| Tier II (0)             | Premier 5 (0)         |
| Tier III (1)            | Premier (0)           |
| Tier IV (2)             | International (3)     |

| N. | Data                    | Torneio             | Piso   | Parceiro                | Oponente na final                        | Placar           |
| 1. | 12 de Fevereiro de 2001 | Doha, Qatar         | dura   | Sandrine Testud         | Kristie Boogert Miriam Oremans           | 7–5, 7–6(4)      |
| 2. | 19 de Setembro de 2005  | Portorož, Eslovenia | dura   | Anabel Medina Garrigues | Jelena Kostanić Tošić Katarina Srebotnik | 6–4, 5–7, 6–2    |
| 3. | 13 de Janeiro de 2006   | Canberra, Austrália | dura   | Marta Domachowska       | Claire Curran Liga Dekmeijere            | 7–6(5), 6–3      |
| 4. | 11 de Abril de 2010     | Marbella, Espanha   | saibro | Sara Errani             | Maria Kondratieva Yaroslava Shvedova     | 6–4, 6–2         |
| 5. | 17 de Abril de 2010     | Barcelona, Espanha  | saibro | Sara Errani             | Timea Bacsinszky Tathiana Garbin         | 6–1, 3–6, [10–2] |
| 6. | 16 de julho de 2011     | Palermo, Itália     | Saibro | Sara Errani             | Andrea Hlavackova Klara Zakopalová       | 7-5, 6-1         |

### Fed Cup
- 2006 contra a Bélgica por 3-2, com Flavia Pennetta, Francesca Schiavone e Mara Santangelo
- 2009 contra os EUA por 4-0, com Francesca Schiavone, Sara Errani e Flavia Pennetta
- 2010 contra os EUA por 3-1, com Flavia Pennetta, Sara Errani e Francesca Schiavone

## Ligações Externas
- Perfil na WTA